# Bernard Nauer
 (janvier 2012).
Si vous disposez d'ouvrages ou d'articles de référence ou si vous connaissez des sites web de qualité traitant du thème abordé ici, merci de compléter l'article en donnant les références utiles à sa vérifiabilité et en les liant à la section « Notes et références ».
Pour les articles homonymes, voir Nauer.
Bernard Nauer, né en 1955, est un réalisateur et scénariste français, surtout connu pour son court-métrage Dialogue de sourds et pour son film Nuit d'ivresse.

## Biographie
Après un baccalauréat en économie, il étudie la sociologie et le cinéma. Mais, parallèlement à ses études, il officiait comme «critique de cinéma» au journal Actuel. Il participe à la floraison des radios libres en France avecOblique FM à Paris et Radio Mistral à Aix-en-Provence-Marseille.[réf. souhaitée]
{{refsou[Pour son court-métrage Dialogue de sourds, il réunit Pierre Richard et Jacques Villeret dans des contre-emplois violents. Le film est nommé aux César et sort en salle, reçoit nombreux prix dans des festivals internationaux. Après avoir vu le court-métrage, Josiane Balasko lui proposera de réaliser son premier long-métrage Nuit d'ivresse avec elle-même et Thierry Lhermitte.|date=novembre 2023}}

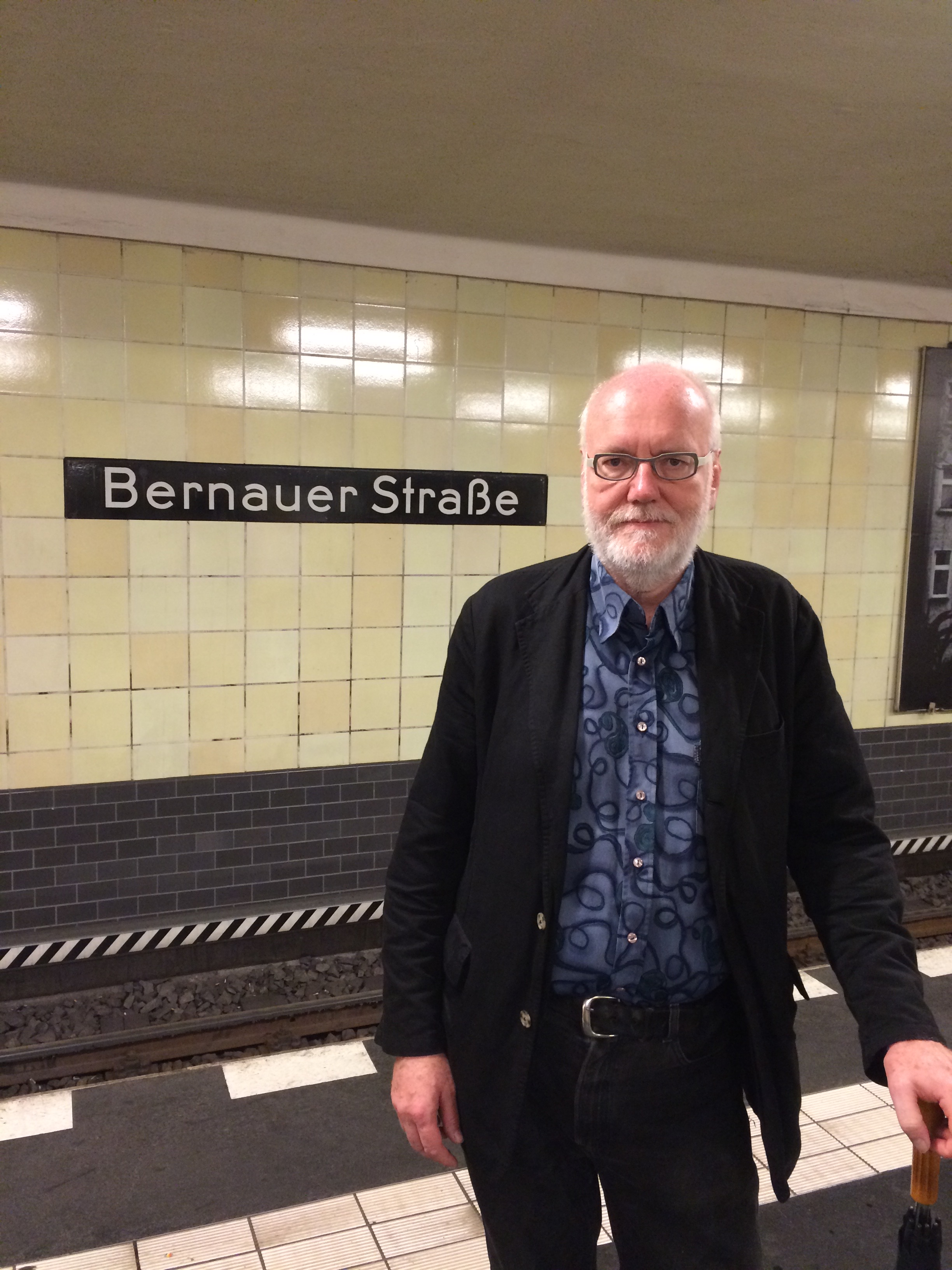
Bernard Nauer à Berlin, en 2015.

Il tourne aussi des films publicitaires pour un fabricant de saucisses, un constructeur automobile, ou un vendeur d’assurance-vieillesse. Il tourne également nombreux films en Côte d'Ivoire pour le marché de l'Afrique de l'ouest.
En 1995, il réalise son second long-métrage Les Truffes avec Jean Reno et Christian Charmetant, coécrit avec Philippe de Chauveron et produit par Luc Besson.
Il réalise quatre documentaires pour l’émission Envoyé Spécial sur France 2, sur des sujets aussi divers que les lycées autogérés, les caissières d'hypermarché, les autoroutes en été ou Daniel Cohn-Bendit. Il en tournera plusieurs durant dix ans, dont plusieurs portraits d’humoristes autour du Festival Juste Pour Rire à Montréal (Franck Dubosc, Arturo Brachetti et al.).
Il réalise seul, en 2011, un documentaire sur la chorégraphe Carolyn Carlson intitulé, Carolyn Carlson chorégraphe le Nord.
En 2013 il met en veilleuse ses activités artistiques pour se consacrer à son autre vieille passion : le vin.
Il devient ainsi le sommelier officiel du Championnat amateur de dégustation à l'aveugle, organisé par la Revue du Vin de France (RVF) et crée en 2014 un site de vente de vins en ligne : La Cave des Potes.
Après une pause artistique de 10 ans, il revient vers le théâtre en écrivant et mettant en scène le spectacle seule en scène "Soleil brille en scène" pour la jeune comédienne Soleil Bangba qui se joue au Théâtre Le Lieu à Paris d'avril à décembre 2024.

## Filmographie

### Réalisateur
- 1978 :Conte à régler (court-métrage)
- 1980 : Détournement mineur (court-métrage)
- 1985 : Dialogue de sourds, avec Pierre Richard et Jacques Villeret (court-métrage)
- 1986 : Nuit d'ivresse, avec Josiane Balasko et Thierry Lhermitte
- 1988 : Sueurs Froides, épisode Mise à l'Index de la série  sur Antenne 2, avec Jean Carmet
- 1995 : Les Truffes, avec Jean Reno et Christian Charmetant
- 1996 :Lycées de rêve ? conçu avec Olivier Cazeaux  lors de l’´ecriture d’un long métrage qui n’a pa été tourné : Week End à Matignon. Ce documentaire , inspiré de l’expérience de Gaby, frère aîné de Dany le Rouge s’est fait sans Olivier Cazeaux, Bernard Nauer pourtant fustigeur du système cinoche corrompu ayant laissé tomber son pote après un an de travail ensemble. Week End à Matignon aurait pu être produit pour Canal sous la ferule d’Aissa Abrim mais Nauer voulait absolument faire un long pour le ciné.Envoyé Spécial sur France 2 Épisode de Columbo écrit par O Cazeaux et vendu à Universal Sto par l’entremise de Peter Falk
- 1997 : Au Royaume du SBAM ; les caissières d'hypermarchés  Envoyé Spécial sur France 2
- 1998 : Brèves rencontres sur autoroute  Envoyé Spécial sur France 2
- 1998 : Dany dans tous ses états  Envoyé Spécial sur France 2
- 1999 : Autant en emporte le Vert - Cohn Bendit durant les européennes
- 2003 : Juste Pour Rire - 10 jours de folie
- 2004 : Franck Dubosc - Une année romantique
- 2005 : Arthuro Brachetti - A*R*T*
- 2007 : L'âme du coutelier
- 2007 :  Le Festival avec Patrick Timsit (court-métrage)
- 2011 : Carolyn Carlson chorégraphie le Nord (documentaire)

### Scénariste ou coscénariste
- 1978 : Conte à régler (court-métrage)
- 1980 : Détournement mineur (court-métrage)
- 1985 : Dialogue de sourds (court-métrage)
- 1988 : Sueurs Froides, épisode Mise à l'Index (série TV)
- 1995 : Les Truffes
- 2007 : Le Festival (court-métrage)

### Nominations
- 1986 : À la cérémonie des César, pour Dialogue de sourds, il a été proposé dans la catégorie Meilleur court métrage de fiction